# San Quintín (Aisne)
San Quintín (en francés Saint-Quentin) es una ciudad y comuna francesa, situada en el departamento de Aisne, de la región de Alta Francia.

## Geografía
Está situada en Alta Picardía, en el centro de la región natural del Vermandois, a orillas del río Somme.

## Historia

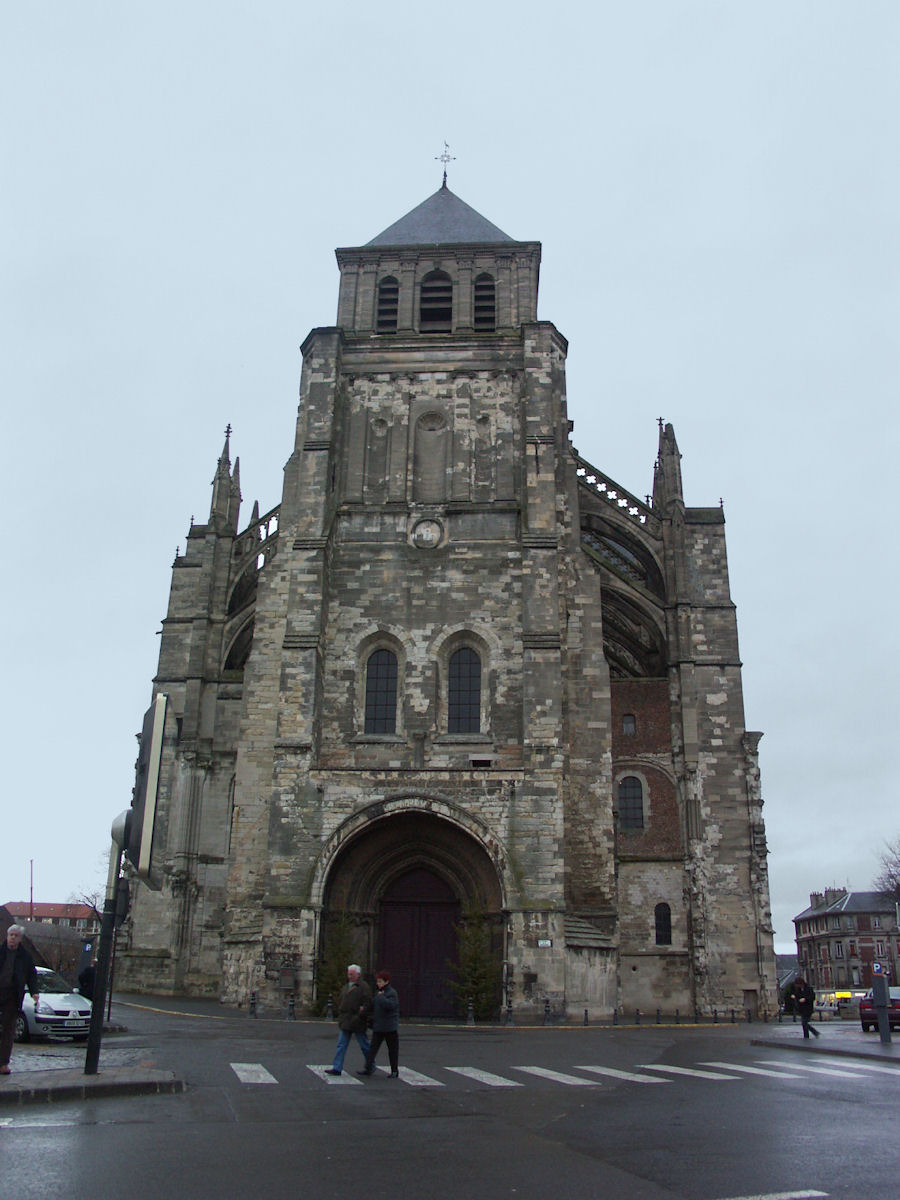
Basílica de San Quintín.

Encuentra su origen en el asentamiento romano de Augusta Viromanduorum donde tuvo lugar el suplicio del evangelizador cristiano San Quintín, cuyo nombre le fue otorgado posteriormente a la población. En 1257 se trasladan los restos del santo a la basílica que lleva su nombre en el centro de la ciudad.
Su posición estratégica, en la ruta que enlaza París con Lille y Bruselas, fue escenario de la victoria española en la batalla de San Quintín en 1557, en la que las tropas al servicio de Felipe II de España pusieron sitio a la plaza defendida por el almirante Gaspar de Coligny. 
Otras ocupaciones militares tuvieron lugar en 1814 y 1815, por las fuerzas de la coalición contra Napoleón I, durante la guerra franco-prusiana y en la Primera Guerra Mundial, en la que sufrió la ocupación alemana, integrada en la línea Hindenburg y su posterior bombardeo en 1916. Un 80 % de los inmuebles fueron destruidos incluyendo la basílica de San Quintín, la cual terminó de reconstruirse en 1956.

## Clima
| Parámetros climáticos promedio de Saint Quentin (France) | Parámetros climáticos promedio de Saint Quentin (France) | Parámetros climáticos promedio de Saint Quentin (France) | Parámetros climáticos promedio de Saint Quentin (France) | Parámetros climáticos promedio de Saint Quentin (France) | Parámetros climáticos promedio de Saint Quentin (France) | Parámetros climáticos promedio de Saint Quentin (France) | Parámetros climáticos promedio de Saint Quentin (France) | Parámetros climáticos promedio de Saint Quentin (France) | Parámetros climáticos promedio de Saint Quentin (France) | Parámetros climáticos promedio de Saint Quentin (France) | Parámetros climáticos promedio de Saint Quentin (France) | Parámetros climáticos promedio de Saint Quentin (France) | Parámetros climáticos promedio de Saint Quentin (France) |
| Mes                                                      | Ene.                                                     | Feb.                                                     | Mar.                                                     | Abr.                                                     | May.                                                     | Jun.                                                     | Jul.                                                     | Ago.                                                     | Sep.                                                     | Oct.                                                     | Nov.                                                     | Dic.                                                     | Anual                                                    |
| -------------------------------------------------------- | -------------------------------------------------------- | -------------------------------------------------------- | -------------------------------------------------------- | -------------------------------------------------------- | -------------------------------------------------------- | -------------------------------------------------------- | -------------------------------------------------------- | -------------------------------------------------------- | -------------------------------------------------------- | -------------------------------------------------------- | -------------------------------------------------------- | -------------------------------------------------------- | -------------------------------------------------------- |
| Temp. máx. abs. (°C)                                     | 14.9                                                     | 19.2                                                     | 23.1                                                     | 27.8                                                     | 31.2                                                     | 34.3                                                     | 35.9                                                     | 37.9                                                     | 31.3                                                     | 27.8                                                     | 19.6                                                     | 16.8                                                     | 37.9                                                     |
| Temp. máx. media (°C)                                    | 5.1                                                      | 6.5                                                      | 10.1                                                     | 13.1                                                     | 17.4                                                     | 20.1                                                     | 22.7                                                     | 23.1                                                     | 19.3                                                     | 14.4                                                     | 8.8                                                      | 6.1                                                      | 13.9                                                     |
| Temp. media (°C)                                         | 2.9                                                      | 3.6                                                      | 6.4                                                      | 8.6                                                      | 12.7                                                     | 15.2                                                     | 17.5                                                     | 17.6                                                     | 14.6                                                     | 10.7                                                     | 6                                                        | 3.9                                                      | 10                                                       |
| Temp. mín. media (°C)                                    | 0.6                                                      | 0.6                                                      | 2.7                                                      | 4.1                                                      | 7.8                                                      | 10.3                                                     | 12.2                                                     | 12                                                       | 9.8                                                      | 6.8                                                      | 3.1                                                      | 1.7                                                      | 6                                                        |
| Temp. mín. abs. (°C)                                     | -20.6                                                    | -18.6                                                    | -11.5                                                    | -7.8                                                     | -2.1                                                     | 0.7                                                      | 3.5                                                      | 3.2                                                      | -1                                                       | -4.5                                                     | -9.6                                                     | -14.6                                                    | -20.6                                                    |
| Precipitación total (mm)                                 | 56.2                                                     | 49.5                                                     | 54.6                                                     | 50                                                       | 60.4                                                     | 68.5                                                     | 55.6                                                     | 51                                                       | 59.5                                                     | 60.5                                                     | 64.1                                                     | 63.6                                                     | 693.5                                                    |
| Horas de sol                                             | 58.1                                                     | 93.1                                                     | 121.2                                                    | 175.9                                                    | 203.4                                                    | 199.1                                                    | 213                                                      | 215                                                      | 162.9                                                    | 118.8                                                    | 77                                                       | 48.4                                                     | 1657.6                                                   |
| Fuente: Météo climat stats «Clima de Saint Quentin».     |                                                          |                                                          |                                                          |                                                          |                                                          |                                                          |                                                          |                                                          |                                                          |                                                          |                                                          |                                                          |                                                          |

## Demografía
| 10 800 | 10 477 | 10 535 | 12 351 | 17 686 | 20 570 | 21 400 | 23 852 | 24 953 | 26 887 | 30 790 | 32 690 | 34 811 | 38 924 | 45 838 | 47 353 | 47 551 | 48 868 | 50 278 | 52 768 | 55 571 | 37 345 | 49 683 | 49 448 | 49 028 | 48 556 | 53 866 | 61 071 | 64 196 | 67 243 | 63 567 | 60 644 | 59 066 | 56 471 |
| Para los censos de 1962 a 1999 la población legal corresponde a la población sin duplicidades (Fuente: INSEE [Consultar]) |        |        |        |        |        |        |        |        |        |        |        |        |        |        |        |        |        |        |        |        |        |        |        |        |        |        |        |        |        |        |        |        |        |

## Localidades hermanadas
- Kaiserslautern,  Alemania
- San Lorenzo de El Escorial,  España
- Rotherham,  Reino Unido
- Saint-Quentin (Nouveau-Brunswick),  Canadá